# Carbonado de Sergio
El carbonado de Sergio (en portugués: Carbonado do Sérgio) fue el diamante negro en bruto más grande jamás encontrado.
Pesaba 3167 quilates (633,4 g), 167 quilates más que el mayor diamante encontrado hasta el momento, el diamante Cullinan. Fue hallado en Lençóis (Estado de Bahía), en Brasil en 1895 por Sérgio Borges de Carvalho. Fue vendido y se dividió en fragmentos de entre 3–6 quilates (0,60–1,20 g) para usos industriales, como por ejemplo, brocas de diamante para perforaciones.